# دکسترومتورفان
دکسترومتورفان (به انگلیسی: Dextromethorphan) یک داروی ضدسرفه است. دکسترومتورفان داروی بدون نسخه است و به اشکال قرص، شربت و قطره تولید می‌شود.
در سال ۲۰۲۲، اف دی ای ترکیب دکسترومتورفان/بوپروپیون را به عنوان یک داروی ضد افسردگی سریع در بیماران مبتلا به اختلال افسردگی عمده تایید کرد .

## داروشناسی

### مکانیسم اثر
دارو از راه خوراکی به‌خوبی جذب می‌شود و با اثر مستقیم روی مرکز سرفه در بصل‌النخاع، موجب تضعیف واکنش سرفه می‌گردد.
دکسترومتورفان به‌میزان وسیعی در کبد متابولیزه و به متابولیت فعالی به‌نام دکسترورفان تبدیل می‌شود که از طریق کلیه‌ها دفع می‌گردد؛ اما متابولیسم کبدی سودوافدرین ناقص بوده و حدود ۵۵ الی ۷۵ درصد آن به‌صورت تغییر نیافته از راه ادرار دفع می‌گردد.

### فارماکودینامیک
دسکترومتورفان مهارگر غیر رقابتی کانال NMDA، آگونیست ضعیف گیرنده سیگما-1 و μ اپیوئیدی، مهارگربازجذب نوراپی‌نفرین و سروتونین، آگونیست گیرنده سروتونینی نوع 1 (5-HT1B)، آگونیست آلفا ۲ آدرنرژیکی و آگونیست گیرنده نوع ۱ هیستامینی و موسکارینی است، همچنین اتصال استیل‌کولین به گیرنده‌های نیکوتینی را تسهیل می‌کند.
متابولیت اصلی آن (دسکترورفان) توانایی بیشتری در مهار کانال NMDA دارد.

### فارماکوکینتیک
بعد از مصرف خوراکی، دارو سریعاً از راه گوارش جذب شده و وارد جریان خون می‌گردد سپس از سد خونی مغزی می‌گذرد و وارد مغز می‌شود.
دسکترومتورفان در کبد توسط آنزیم سیتوکروم P450 به دکسترورفان تبدیل می‌شود.

## موارد مصرف
این دارو در رفع حالات التهابی دستگاه فوقانی از جمله رینیت آلرژیک، التهاب حاد یا تحتِحاد سینوسها، خروسک، التهاب حاد گوارش میانی والتهاب نای و نای‌ژه و نیز تسکین علامتی سرفه‌هایِ خشکِ ناشی از گلودردِ خفیف و تحریک ناشی از سرماخوردگی، به کار می‌رود.
ترکیبات دکسترومتورفان به شکل گسترده‌ای برای جلوگیری از سرفه‌های سرماخوردگی در داروهای ضدسرفه به‌کار می‌رود؛ همچنین موارد دیگری از استفاده این دارو در تسکین درد برای کاربردهای روان‌شناسی نیز پیدا شده‌است.
این دارو در ایران به صورت شربت همراه با پسودوافدرین که خاصیت ضد احتقانی دارد با نام دکسترومتورفان-پی نیز تولید می‌گردد.

## عوارض جانبی
مصرف دکسترومتورفان می‌تواند موجب بروز عوارض جانبی زیر شود:
- خارش
- اسهال
- یبوست
- حالت تهوع
- استفراغ
- خواب‌آلودگی
- عصبانیت
- کاهش هوشیاری و گیجی
- توهم دیداری
- سرگیجه
- تاری دید
- تعرق
- تب
- تغییرات فشارخون
- تنفس کم‌عمق و یا نامنظم
- احتباس ادرار
- درد مثانه